# Ernst Klesper
Ernst Günter Klesper (* 6. Dezember 1927 in Köln; † 27. Januar 2017 in Bergisch Gladbach) war ein deutscher Chemiker und Hochschullehrer an der RWTH Aachen.
Klesper studierte an den Universitäten Kiel und Hamburg und wurde 1954 bei Hans Bode in Hamburg promoviert. 1973 habilitierte er sich an der Universität Freiburg bei Hans-Joachim Cantow. Klesper war zeitweise Mitarbeiter bei Alsoph Henry Corwin an der Johns Hopkins University. Im Jahr 1979 folgte er einem Ruf an die RWTH Aachen, wo er als ordentlicher Professor bis zu seiner Emeritierung den Lehrstuhl für Makromolekulare Chemie innehatte.
Klesper entdeckte, dass in einer überkritischen Flüssigkeit gelöstes Kohlendioxid ein gutes Lösungsmittel für chirale Säulen in der Chromatographie ist. Damit war er einer der Urheber der Supercritical Fluid Chromatography.
1986 wurde er zum Ehrendoktor der Universidade Federal do Rio de Janeiro ernannt.